# 로드 엔드
《로드 엔드》(Road Ends)는 미국에서 제작된 릭 킹 감독의 1997년 영화이다. 데니스 호퍼 등이 주연으로 출연하였고 안소니 엡포지토 등이 제작에 참여하였다.

## 출연

### 주연
- 데니스 호퍼

### 조연
- 크리스 서랜던
- 마리엘 헤밍웨이
- 피터 코요테

## 기타
- 공동제작: 크리스 서랜던
- 라인프로듀서: 존 J. 켈리
- 미술: 헬렌 하웰
- 미술: 존 라레나
- 의상: 엠버 가르시아
- 배역: 마크 시크스